# تپه سبزکاوراوی
تپه سبزکاوراوی مربوط به دوران پیش از تاریخ ایران باستان است و در شهرستان خرم‌آباد، بخش زاغه، روستای ایوشان واقع شده و این اثر در تاریخ ۷ آذر ۱۳۸۳ با شمارهٔ ثبت ۱۱۲۵۴ به‌عنوان یکی از آثار ملی ایران به ثبت رسیده است.